# وست تاور
وست تاور (به انگلیسی: West Tower) سازه‌ای ۴۰ طبقه در لیورپول انگلستان است.این سازه دومین آسمان خراشی است که به وسیله ی Carillion در لیورپول برای سازندگان املاک Beetham ساخته شده‌است،که هم‌اکنون این ساختمان را به عنوان پایگاه خود استفاده می‌کنند.

## گزارش
وست تاور با بلندای ۱۴۰ متر(۴۵۹ft) و ۴۰ طبقه،بلندترین ساختمان لیورپول و هجدهمین ساختمان بلند انگلستان (سومین ساختمان بلند خارج از لندن) و هشتادوسومین ساختمان بلند اتحادیهٔ اروپا است. پنج طبقهٔ نخست، پایگاه نوین سازندگان املاک Beetham است و باقی طبقه‌ها به آپارتمان‌ها و پنت هاوس‌ها ی لوکس تقسیم شده‌اند.در طبقهٔ سی و چهارم این آسمان خراش رستوران Panoramic قرار دارد.

## نگارخانه

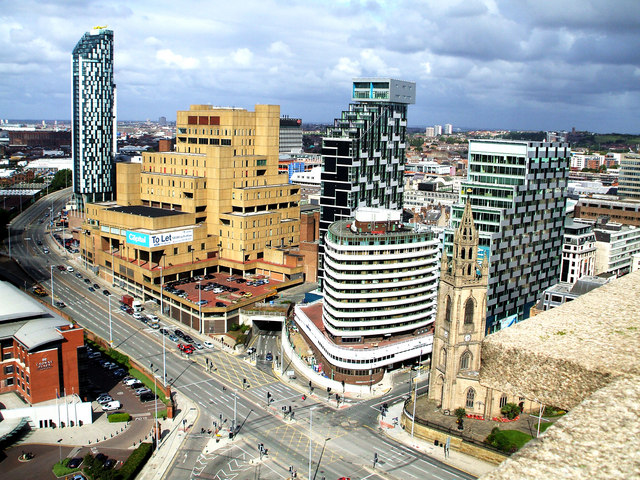
وست تاور
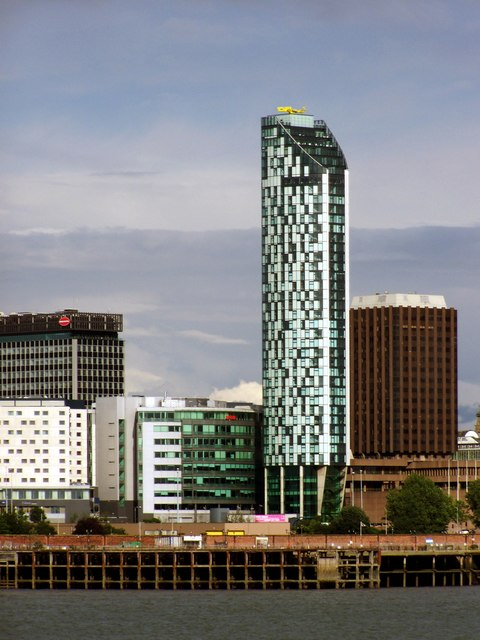
چشم انداز وست تاور از رود خانه Mersey
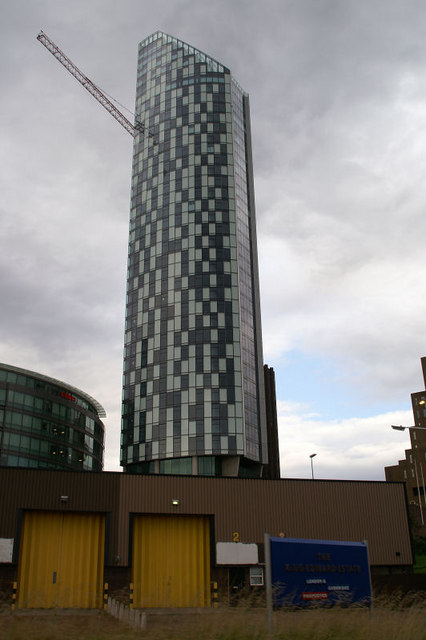
چشم انداز وست تاور از سطح زمین
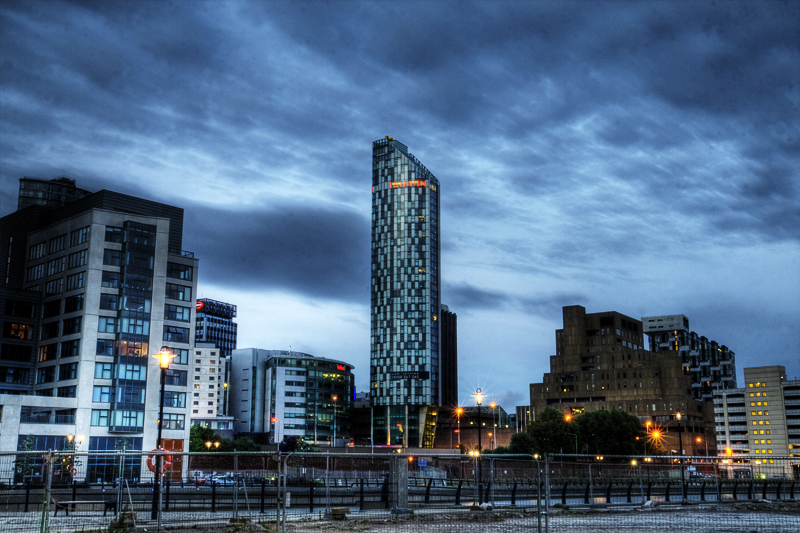
وست تاور در شب